# Musée Guerre et Paix en Ardennes
Le Musée Guerre et Paix, également connu sous le nom de Musée Guerre et Paix en Ardennes, est un musée français situé sur le territoire de la commune de Novion-Porcien dans le département des Ardennes. Il est consacré au souvenir de la Guerre franco-allemande de 1870, de la Première Guerre mondiale et de la Seconde Guerre mondiale et de leur déroulement dans le département des Ardennes.

## Caractéristiques
Situé à Novion-Porcien, le Musée Guerre et Paix a été réalisé sur l'initiative du Conseil Général des Ardennes et a été inauguré en juillet 2003, puis fermé en 2008 à cause de fuites d'eau dans les toitures.
Après une rénovation d'un montant de 3 M€, il sera finalement rouvert et à nouveau inauguré le 22 janvier 2018, date du 55e anniversaire du traité de coopération et d'amitié entre la France et l'Allemagne, dans un bâtiment réaménagé et fort d’une nouvelle muséographie. On y retrouve les aspects militaires nationaux et locaux des guerres de 1870, de 1914-1918 et de 1939-1945,.
De la défaite de la France impériale à Sedan le 2 septembre 1870 à la percée allemande du 10 mai 1940, les Ardennes furent au cœur des trois guerres franco-allemandes contemporaines. Le musée présente les trois dernières guerres de 1870 à 1945, enrichi par l'évocation de l'histoire particulière des Ardennes. C’est un musée d'histoire où l'aspect humain et matériel sont privilégiés : souffrances des soldats et des civils, exode de 1940, Occupations de 1914-1918 et de 1940-1944.

## Collections
Dans un bâtiment de 4 000 m2, le musée s'organise en deux espaces suivant un parcours chronologique. Il est constitué d'une collection de plus de 14 000 objets, 135 uniformes et près de 500 armes, ainsi qu'une quarantaine de véhicules militaires. Le musée est en outre le seul musée français à présenter à la fois l'histoire de la guerre de 1870, de la première et de la seconde Guerre mondiale, plus particulièrement sur les conséquences pour le département des Ardennes,.
À l'étage, sur une vaste mezzanine, des vitrines présentent des objets sur plusieurs thèmes : évolution des armes et des équipements militaires, participation des civils durant les conflits etc. On retrouve également par exemple une maison de Bazeilles en 1870.
Au rez-de-chaussée, dix scènes grandeur nature comprenant engins et personnages illustrent des épisodes locaux de la Première et de la Seconde guerre mondiale. On y trouve par exemple une tranchée française en 1917 et même l'évocation d'une maison-forte ardennaise de 1940. Certaines scènes sont accompagnées d'une vidéo apportant des précisions sur le déroulement des faits. Depuis le 30 novembre 2024, le musée a inauguré un nouvel espace d'exposition consacré à l'exploitation agricole des terres dans les Ardennes par la WOL III durant l'occupation. La WOL III est une direction économique régionale de la firme Ostland, déjà en charge de la colonisation en Pologne. Dans les Ardennes, placées en partie dans la zone interdite, la WOL III exploitait près de 110 000 hectares. Cette forme d'occupation est unique en Europe occidentale. L'espace muséal WOL est construit autour d'un tracteur Lanz Bulldog d'époque.. Le musée Guerres et Paix est le seul en France à aborder cette question.
Un parcours enfant permet la visite du musée par les plus jeunes. Suivant le parcours habituel du musée, ils pourront répondre à des questions ludiques tout au long de la visite, des vidéos et des scènes exposées..

## Expositions et événements temporaires
Le musée organise également des expositions temporaires sur des thématiques telles que la bande dessinée ou les jeux vidéo dans le contexte des trois guerres présenté par le musée.